# Given
Bộ truyện Given (tiếng Nhật: ギブン, Hepburn: Givun; tất cả được viết cách điệu bằng cách viết chữ thường) là một series manga (truyện tranh) BL (Boys' Love) Nhật Bản (truyện về tình yêu của các chàng trai) được viết và minh hoạ bởi Natsuki Kizu.